# Canaux de Pamiers
Les canaux de Pamiers constituent un ensemble de canaux alimentés par l'Ariège et encerclant le centre historique de la ville de Pamiers, dans le département français de l'Ariège.

## Géographie
Ils sont situés sur un ancien bras de l'Ariège. Au sud, la chaussée du Foulon alimente le canal du Barriol qui se dédouble peu avant le Pont Neuf pour former les canaux est et ouest du centre-ville. Ils se rejoignent près du carrefour de Lestang et se déversent enfin dans l'Ariège.

## Histoire
Établis à partir du XIIIe, leur longueur cumulée approche les 5 kilomètres. À vocation initialement défensive, les canaux de Pamiers ont ensuite servi à alimenter les industries établies sur le territoire communal, notamment autour du pastel.

## Protection
Ils font l'objet depuis 1999 d'une inscription au titre des monuments historiques.
Un parcours d'interprétation permet de découvrir l'histoire des canaux et leur fonction essentielle pour le développement artisanal,.